# طوطیچه مکزیکی
طوطیچه مکزیکی (نام علمی: Forpus cyanopygius) نام یک گونه از سرده طوطیچه‌ها است.